# Hugonia castaneifolia
Hugonia castaneifolia är en linväxtart som beskrevs av Adolf Engler. Hugonia castaneifolia ingår i släktet Hugonia och familjen linväxter. Inga underarter finns listade i Catalogue of Life.